# Zivildienst

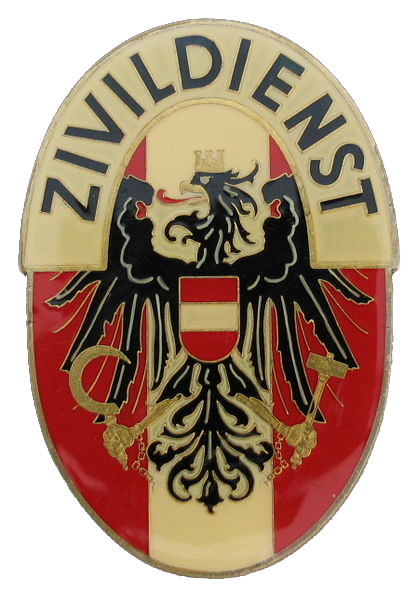
Zivildienst

Zivildienst (Ned.: burgerdienst of vervangende dienstplicht, Eng.: Civilian Service) is de compensatie voor de mannen in Zwitserland, Duitsland en Oostenrijk die eigenlijk hun dienstplicht moeten vervullen in het leger, maar dat niet willen. In plaats van de dienstplicht moet men dan dienstdoen op het terrein van de maatschappelijke dienstverlening en zorg. De naam voor degenen die Zivildienst verrichten en de duur ervan is verschillend:
- in Oostenrijk spreekt men van een Zivildiener die 9 maanden moet werken
- in Duitsland heet het een Zivildienstleistender, die 6 maanden moet werken
- in Zwitserland eveneens een Zivildienstleistender, maar de Zivildienst duurt daar (maximaal) 390 dagen.